# رود تلار
رودخانه تالار یا تِلار رودی است در استان مازندران ایران. این رود توسط بومیان تِلار نیز نامیده می‌شود. سرچشمه این رودخانه کوه‌های البرز در سوادکوه است و این رود پس از طی مسافتی ۱۸۰کیلومتری از ناحیهٔ کهنه محله میرود در نزدیکی بهنمیر به دریای مازندران می‌ریزد. گفته می‌شود نام تالار از محل اقامت گالش‌ها گرفته شده که با چوب ساخته می‌شود.

## مسیر و سرچشمه
رود تلار از ارتفاعات ۳ هزار و ۷۰۰ متری کوه‌های البرز و خرونرو در سوادکوه از ورسک، گدوک، خطیرکوه و شلفین سرچشمه می‌گیرد و پس از پیوستن چندین شعبه به آن در سوادکوه از قسمت غربی قائمشهر گذشته و پس از عبور از شهرستان سیمرغ، و شهر بهنمیر بعد از طی مسافتی ۱۸۰ کیلومتری به دریای مازندران می‌ریزد.
بیشتر طول این رود در مناطق کوهستانی و جنگلی شهرستان سوادکوه و در محدودهٔ شهرهای پل سفید، زیرآب و شیرگاه قرار دارد. رودخانه تالار در طول مسیر راه‌آهن مازندران در سوادکوه قابل مشاهده است و مناظر زیبایی خلق کرده‌است.

## مشکلات

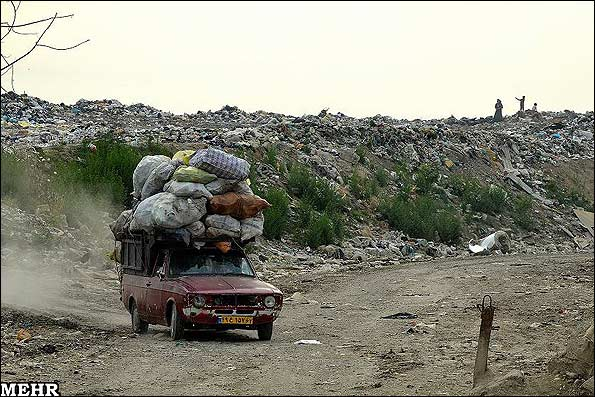
انباشت زباله در حاشیه رودخانه

از مهترین مشکلات این رودخانه می‌توان به معادن شن و ماسه جاده دوآب_خطیرکوه اشاره کرد که باعث گل آلود بودن آن در اکثر روزهای سال می‌شود. احداث سد در چشمه روزیه نیز باعث کم‌آبی این رودخانه شده‌است. همچنین ریختن زباله در این رودخانه را باید به مشکلات آن افزود.